# Holý vrch (České středohoří, 459 m)
Holý vrch, zvaný Holáček, je nezalesněná vyvýšenina nad vsí Sutom v Českém středohoří v sedle mezi výraznějšími vrcholy Sutomský vrch a Jezerka. Z vrcholu je kruhový rozhled po Českém středohoří a do údolí potoka Modly. Při dobré viditelnosti lze pozorovat několik zřícenin hradů najednou: Košťálov, Hazmburk, Oltářík, Skalka a dále zámek Vlastislav. Podél východního úpatí vede žlutá turistická trasa od Lovoše a Borečského vrchu.